# 沙吕 (涅夫勒省)
沙吕（法語：Challuy，法語發音：[ʃalɥi]）是法国涅夫勒省的一个市镇，位于该省西南部，属于讷韦尔区和讷韦尔城市圈公共社区，其市镇面积为18.89平方公里，2022年1月1日时人口数量为1468人。
沙吕是讷韦尔城市圈公共社区的组成部分，位于讷韦尔市区以南。

## 行政
沙吕的邮政编码为58000，INSEE市镇编码为58051。

## 地理
沙吕（46°57'1"N, 3°8'54"E）位于法国中部，勃艮第-弗朗什-孔泰大区西部和涅夫勒省西南部，距离省会讷韦尔大约4公里。
与沙吕接壤的市镇包括：讷韦尔、马尼-库尔、日穆耶、马尔济、桑凯兹-莫斯、卢瓦尔河畔塞尔穆瓦斯。
沙吕境内地势平坦，海拔在169至277米之间。
卢瓦尔河干流从市镇北境经过。
按照柯本气候分类法，沙吕属于较为典型的温带海洋性气候，全年温差较小，降水分布均匀。

## 交通
涅夫勒省省道D149线和D976线经过沙吕境内。讷韦尔公交17路经过沙吕境内并设有站点。

## 人口
| 年份   | 1936  | 1946  | 1954  | 1962  | 1968  | 1975  | 1982  | 1990  | 1999  | 2006  | 2007  | 2008  | 2013  | 2017  |
| ------ | ----- | ----- | ----- | ----- | ----- | ----- | ----- | ----- | ----- | ----- | ----- | ----- | ----- | ----- |
| 人口數 | 1 290 | 1 288 | 1 286 | 1 349 | 1 286 | 1 257 | 1 324 | 1 256 | 1 347 | 1 588 | 1 592 | 1 596 | 1 521 | 1 537 |